# ST 16
Der Short Title Catalogue der Drucke des 16. Jahrhunderts im Bestand der Staatsbibliothek zu Berlin – Preußischer Kulturbesitz (ST 16) ist ein Bibliothekskatalog, der den Gesamtbestand an Druckwerken des 16. Jahrhunderts an der Staatsbibliothek zu Berlin erfasst.
Im Gegensatz zur Datenbank VD 16, die nur im deutschen Sprachbereich erschienenen Drucke des 16. Jahrhunderts erfasst, sind Druckwerke in ST 16 unabhängig von Sprache oder Druckort enthalten. Zudem existiert für die Katalogisierung in ST 16 ein eigenes Regelwerk. Es werden unter anderem Informationen zu Druckern, Übersetzern, Illustratoren, Einbänden, Buch- und Exemplarschmuck, Provenienzen und Fingerprints erfasst.
Seit 2009 werden die Daten des Katalogs in den Gemeinsamen Verbundkatalog GVK integriert und gegebenenfalls mit den nationalbibliographischen Daten des VD 16 zusammengeführt.